# فيرينتس سومباتي
الكولونيل العام فيرينتس سومباتي (بالمجرية: Ferenc Szombathelyi) وُلد في 17 مايو 1887 بمدينة ديور الواقعة في مقاطعة ديور-موشون-سوبرون بالإمبراطورية النمساوية المجرية وشغل منصب رئيس أركان القوات المسلحة المجرية خلال الحرب العالمية الثانية، وتوفي في 4 نوفمبر 1946 بعدما حُكم عليه بالإعدام شنقا في يوغوسلافيا لتورطه في مذابح نوفي ساد التي نفذتها القوات المجرية ضد المدنيين في المناطق المحتلة من مقاطعة باشكا اليوغوسلافية.